# Elisabetta di Russia
Elisabetta di Russia (in russo Елизаве́та Петро́вна?, Elizavéta Petróvna, AFI: jɪlʲɪzʌvʲetə pʲɪtrɔvnə; Kolomenskoe, 29 dicembre 1709 – San Pietroburgo, 5 gennaio 1762) è stata imperatrice di Russia dal 1741 fino alla sua morte.

## Biografia

### L'infanzia
Elisabetta, seconda tra le figlie di Pietro il Grande e di Caterina I di Russia che raggiunsero la maggiore età, nacque a Kolomenskoe, presso Mosca, il 18 dicembre 1709 (secondo il calendario giuliano). All'epoca il matrimonio avvenuto tra i genitori nel 1707 non era stato ancora reso pubblico (lo fu nel 1712) e tale dettaglio venne poi utilizzato dai suoi oppositori per tentare di escluderla dalla successione al trono.
Descritta come bella e vivace, oltre al russo parlava fluentemente francese e tedesco ed aveva una buona comprensione di italiano, svedese e finlandese.
Alla morte del padre si trovò anche ad assistere la madre, illetterata, in affari di stato. Pur dedita a frivolezze e balli, il fascino e la dolcezza di carattere non ne oscuravano intelligenza e ambizione. Se alcuni dignitari ne biasimavano il comportamento leggero, altri vedevano in lei un possibile degno erede, in alternativa ai nipoti maschi di Pietro. Durante la malattia fatale di Caterina, nell'aprile del 1727, Tolstoj ed altri consiglieri reali sostennero tale opzione, che però non trovò espressione nelle ultime volontà dell'imperatrice.
Alla morte della madre (maggio 1727) ed alla partenza dell'amata sorella Anna alla volta dell'Holstein per matrimonio, trovò sostegno in Menšikov, figura preminente nella reggenza di Pietro II. Menšikov, di origini poverissime, era però odiato da gran parte dei boiari. Grazie al forte ascendente del principe Ivan Dolgorukij sul giovane Zar, fu presto estromesso dal potere ed esiliato in Siberia.
Elisabetta venne bandita dalla corte. Avendo ereditato il temperamento sensuale del padre, una volta libera da ogni controllo esterno si abbandonò ai suoi amori senza riserve.  Giunta alla maggiore età fu amante di Aleksej Šubin, un attraente sergente del Reggimento Semënovskij.
La sua situazione non migliorò con l'ascesa al trono della zarina Anna, figlia di Ivan V, il fratellastro di Pietro. L'imperatrice non tardò a dimostrare la sua antipatia per Elisabetta, riducendo a un terzo il suo sussidio annuale ed esiliando il suo amante nel 1731. La giovane si dedicò allora alla preghiera e alle letture religiose, probabilmente anche per una forma di autodifesa, e solo l'intervento del Gran Ciambellano Ernst Johann Biron le evitò la clausura.
Elisabetta comunque si consolò ben presto della sua perdita con un giovane cosacco, Aleksej Grigor'evič Razumovskij. Si ritiene probabile che successivamente sia diventato suo marito, ma i documenti che lo comproverebbero sarebbero stati bruciati anni dopo su ordine di Caterina II di Russia.

### La Rivoluzione di Palazzo del 1741

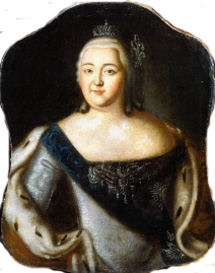
L'imperatrice Elisabetta.

Durante il regno della cugina Anna Ioannovna (1730 – 1740), Elisabetta divenne una presenza secondaria; ma alla morte della zarina, la reggenza di Anna Leopol'dovna per l'infante Ivan VI venne contraddistinta da un'eccessiva tassazione e da problemi economici. Il governo meditava già da tempo di spodestare la sovrana.
Elisabetta, nella sua scalata al potere, essendo la figlia di Pietro il Grande, ottenne grande supporto da parte del popolo russo, mentre l'idea le venne dall'ambasciatore Jacques-Joachim Trotti, Marchese de La Chetardie, che stava segretamente complottando per scacciare l'influenza austriaca dalla corte russa. Sarebbe un errore, comunque, credere che La Chetardie abbia preso parte alla rivoluzione che portò la figlia di Pietro il Grande sul trono russo.
Un dato di fatto, dietro pagamento di 2 000 ducati, invece di 15 000 che ella aveva richiesto per lui, egli non prese parte al colpo di Stato. Il merito e la gloria di questa azione andarono quindi alla sola Elisabetta. Il terrore di essere catturata dai suoi oppositori e di essere confinata a vita in un monastero (pena che era spettata ad esempio alla prima moglie di Pietro il Grande, Evdokija) fu la causa scatenante della vita attiva di Elisabetta.
Alla mezzanotte del 6 dicembre 1741, con l'aiuto di amici personali, inclusi l'archiatra di corte Jean Armand de Lestocq, il suo ciambellano, Michail Illarionovič Voroncov, il suo futuro marito Aleksej Razumovskij, e Aleksandr e Pëtr Šuvalov, due gentiluomini di palazzo, Elisabetta si recò nella caserma del Reggimento Preobraženskij, dove si attirò le simpatie delle guardie d'onore con un discorso deciso e li convinse a seguirla al Palazzo d'Inverno, dove la reggente si trovava in assoluta sicurezza. Avendo arrestato tutti i ministri fedeli alla zarina, Elisabetta sorprese Anna e suo figlio nei loro letti, e convocò tutti i notabili laici ed ecclesiastici alla loro presenza. La rivoluzione si protrasse sino alle otto del mattino successivo quando intervennero anche alcuni cittadini che erano stati informati della congiura.
Per quest'azione, all'età di trentadue anni, questa donna con poca conoscenza degli affari di stato, ma con grande spirito, si trovò ben presto a capo di uno dei più grandi imperi del mondo in uno dei momenti più critici della sua esistenza. Fortunatamente per lei e per la Russia, Elisabetta Petrovna aveva tuttavia ereditato dal padre l'ingegno nel governare. Durante tutte le sue azioni politiche, si richiamò spesso allo spirito del padre. Caratterialmente era predisposta al sacrificio per la patria ed era disposta ad accantonare i pregiudizi sulle donne, di modo da potersi assicurare il pieno potere riconosciutole all'unanimità.

### La politica di Bestužev

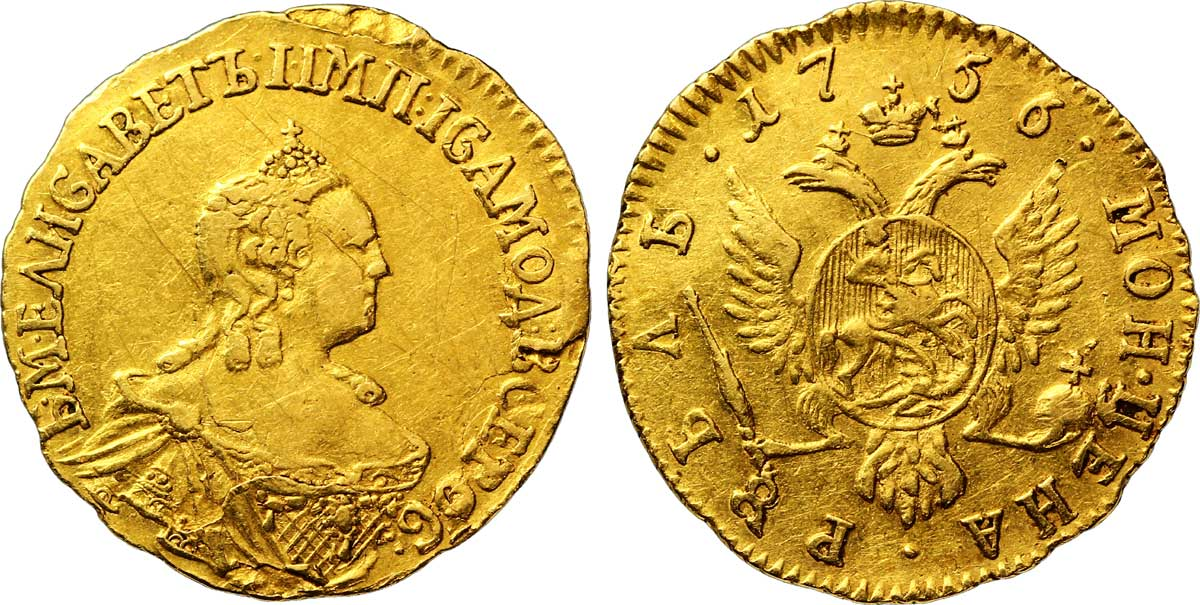
Elisabetta di Russia.

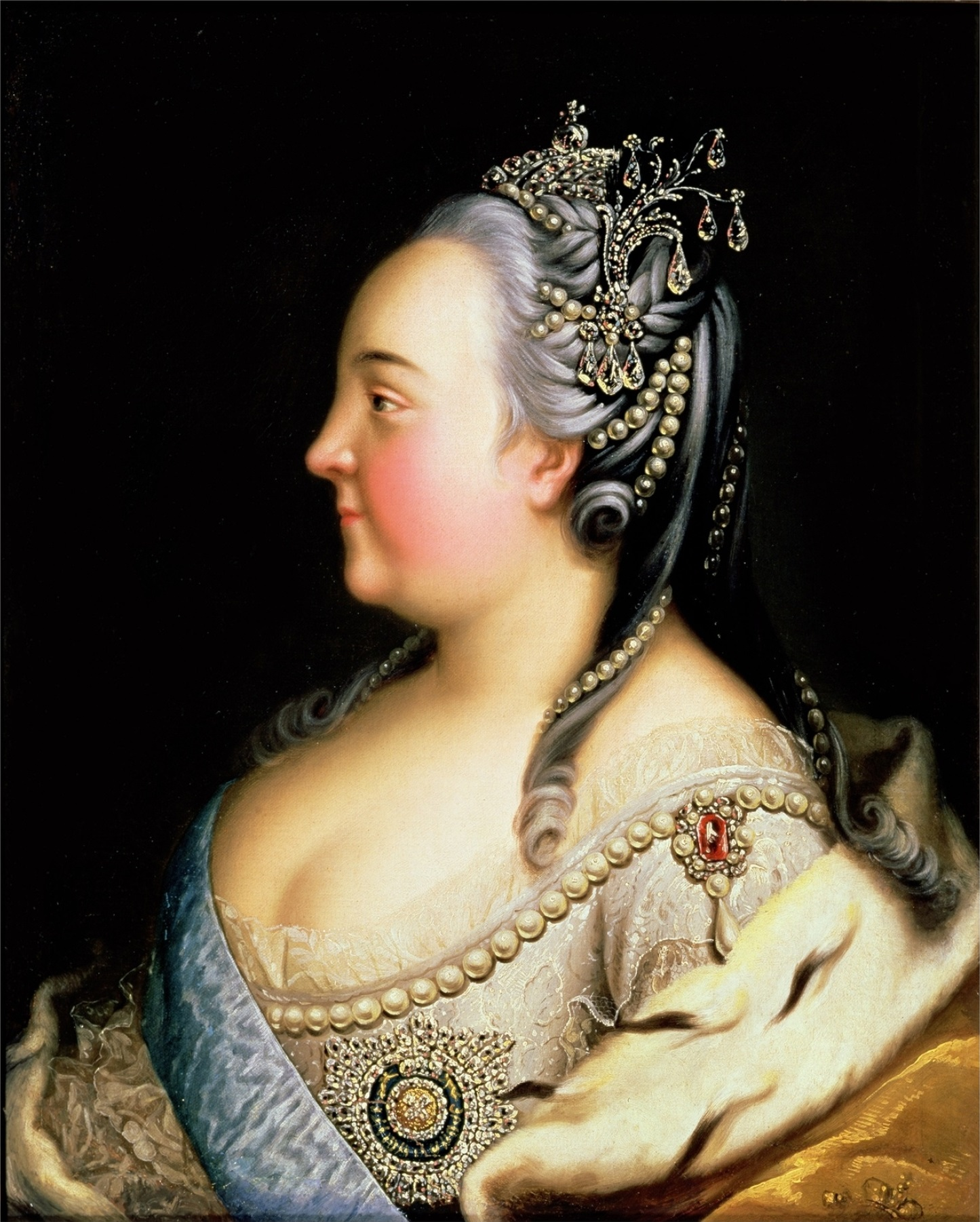
Elisabetta in un ritratto di Heinrich Buchholz del 1768.

Dopo aver abolito il Gabinetto di Consiglio dei ministri che aveva assistito la reggente Anna, e dopo aver ricostituito il senato, come era stato sotto Pietro il Grande, con i capi di dipartimento di stato, non un rappresentante tedesco venne posto a capo delle posizioni di governo, prediligendo invece uomini di fiducia svedesi. Il 23 gennaio 1743, furono aperti negoziati tra le due potenze sul possesso di Åbo (Turku) e, con il 7 agosto, 1743 (Trattato di Åbo), la Svezia cedeva alla Russia tutta la parte a sud della Finlandia, ad est del fiume Kymmene, che divenne la linea di demarcazione tra i due stati, incluse le fortezze di Villmanstrand e Fredrikshamn.
Questa trionfante azione diplomatica era dovuta soprattutto all'abilità del Vice Cancelliere Aleksej Petrovič Bestužev-Rjumin, che Elisabetta, sebbene lo detestasse personalmente, aveva posto a capo del ministero degli affari esteri subito dopo la sua ascesa al trono. Egli rappresentava la fazione anti francese ed anti prussiana del consiglio dei ministri, e il suo piano era quello di progettare un'alleanza tra Inghilterra, Austria e Russia la quale, per il tempo, era indubbiamente la più conveniente per la Russia. Numerosi attentati di mano russa contro Federico il Grande e Luigi XV furono tentati dalla polizia di Bestužev, che nel frattempo protesse la corte ed Elisabetta stessa durante i suoi primi anni di regno, quando si trovava al centro di continui intrighi e cospirazioni.
Alla fine il ministro prevalse, sostenuto in questo dall'imperatrice e, forte di 30 000 uomini del Reno, raggiunse la pace sottoscrivendo il Trattato di Aquisgrana (18 ottobre 1748). Con propositi tenaci, Bestuzhev aveva estraniato la Russia dalla questione svedese; riconciliò inoltre la propria amante imperiale con le corti di Vienna e Londra; risolse le questioni che coinvolgevano la Russia in Polonia, Turchia e Svezia, e isolò il solitario Re di Prussia dall'attaccare l'impero russo con ulteriori alleanze. Ma questo sarebbe stato impossibile senza il notevole supporto di Elisabetta, che riponeva in lui implicitamente la sua fiducia, malgrado le continue maligne insinuazioni del Cancelliere su molti dei suoi amici personali.

### Politica interna

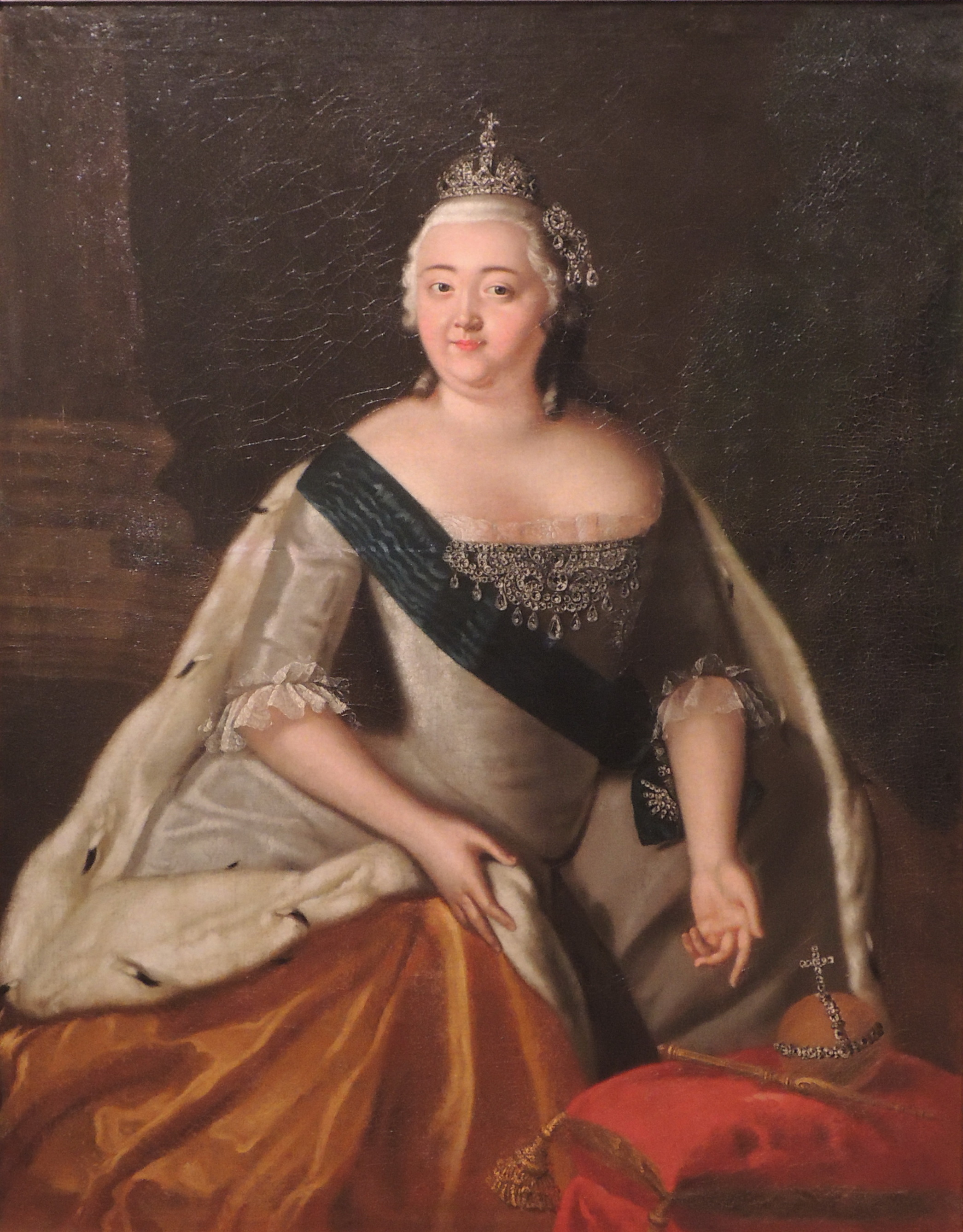
Elisabetta in un ritratto di ignoto.

Il regno di Elisabetta Petrovna fu associato all'arrivo dell'Illuminismo in Russia e alla riorganizzazione delle istituzioni educative militari. Nel 1744 fu emanato un decreto per ampliare la rete delle scuole primarie. Furono aperte le prime palestre: a Mosca (1755) e a Kazan' (1758). Nel 1755, su iniziativa del favorito I. I. Šuvalov, fu fondata l'Università di Mosca e nel 1757 l'Accademia delle arti. È stato fornito sostegno a M.V. Lomonosov e ad altri rappresentanti della scienza e della cultura russa. Le ricerche di D. I. Vinogradov permisero di aprire nel 1744 la manifattura di porcellana vicino a San Pietroburgo.
Enormi fondi furono stanziati dal tesoro per il miglioramento delle residenze reali. L'architetto di corte Rastrelli costruì il Palazzo d'Inverno, che da allora è servito come residenza principale dei monarchi russi, e il Palazzo di Caterina a Carskoe Selo. Le residenze di Pietro sulle rive del Golfo di Finlandia - Strelna e Peterhof - furono completamente ricostruite. Costruzioni di tale portata non solo attirarono artigiani dall'estero in Russia, ma contribuirono anche allo sviluppo del personale artistico locale. Lo stile lussureggiante e importante degli edifici policromi di Rastrelli ha ricevuto nella storia dell'architettura il nome di barocco elisabettiano.
Elisabetta si dimostrò degna erede di suo padre. E nondimeno lo dimostrò nel campo delle scelte della politica interna. Proseguendo la linea riformatrice che si era attenuata sotto i precedenti regni, Elisabetta continuò la colonizzazione della Siberia, cercando di estendere il più possibile l'influenza russa su quelle regioni. Risanò con sagge riforme amministrative l'erario dello stato che era allo sbando e incrementò i commerci all'interno dell'impero, rivitalizzando così la giovane industria russa.
Ottenne nuovi sbocchi commerciali ed industriali non solo grazie ai ricchi giacimenti degli Urali, ma anche alle vastissime risorse di legname presenti nella Finlandia meridionale e nella Siberia. Ma ad Elisabetta va principalmente il merito di aver ristabilito l'ordine interno dopo tanti colpi di stato e di aver ripulito la corte dagli intriganti principi stranieri presenti a San Pietroburgo, soprattutto il malvagio ed intrigante Bhuren, amante di Anna Ivanovna.
Elisabetta fondò, nel 1755, l'Università statale di Mosca, la più antica della Russia, e aprì quella di San Pietroburgo, facendo attirare intellettuali e artisti da tutta Europa fra i quali ebbe un ruolo di rilievo l'architetto italiano Bartolomeo Rastrelli, al quale furono affidate la realizzazione di residenze, rimaste celebri, a San Pietroburgo. L'Università in questa città fu voluta fortemente dal circolo illuminista. Grande ammiratrice degli sfarzi della corte di Luigi XV con gli artisti e i letterati che vi davano lustro e nelle arti minori dell'avvenuta fondazione della manifattura di porcellana a Vincennes.
Infatti il fascino per le nuove scoperte avvenute in Francia e in Sassonia a Meißen, la portarono a fondare nel 1744 una manifattura di porcellana di ottima qualità a San Pietroburgo.
La sua figura carismatica, amata dal popolo e dalla aristocrazia, riuscì a tenere insieme la Russia riconquistandole il ruolo di grande potenza durante la guerra dei sette anni.

### La Guerra dei Sette anni

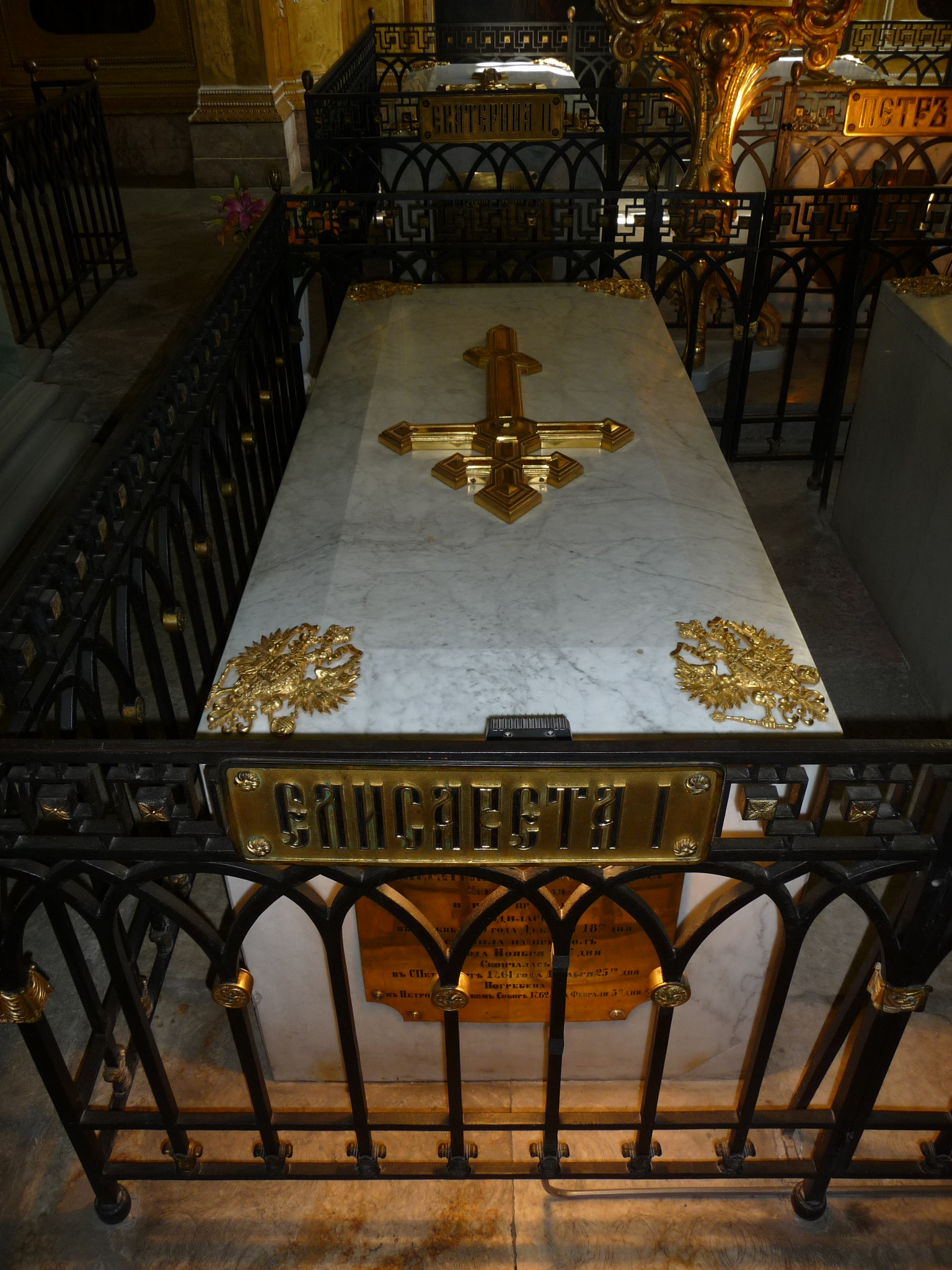
Cattedrale dei Santi Pietro e Paolo (San Pietroburgo):
il sarcofago di Elisabetta.

Il grande evento degli ultimi anni di governo di Elisabetta fu la Guerra dei Sette anni. Elisabetta si oppose fervidamente al Trattato di Westminster (16 gennaio 1756, secondo il quale Gran Bretagna e Prussia si accordavano per unire le proprie forze per opporsi all'entrata, o al passaggio, in Germania delle truppe di qualsiasi altra potenza straniera), pur mantenendo la Gran Bretagna le precedenti convenzioni con la Russia. Le grandi potenze europee avevano interesse a mantenere la Prussia entro i propri confini, e questo spinse Elisabetta ad aderire al Trattato di Versailles, una lega franco-austriaca contro la Prussia, e per questo, il 17 maggio 1757 parte dell'armata russa, consistente di 85 000 uomini, avanzò contro i prussiani a Königsberg.
La malattia della zarina, che andava aggravandosi, la costringeva alla residenza di Carskoe Selo e molti erano gli intrighi che andavano tessendosi sulle sorti della guerra e la sconfitta prussiana avvenne nella Battaglia di Kunersdorf (12 agosto 1759). Federico di Prussia venne risparmiato solo dal fatto che la guerra venne compromessa dalle gelosie createsi tra i comandanti russi e quelli austriaci sul come condurre le azioni militari.
Tra l'altro fu proprio la malattia dell'Imperatrice russa, tra il 1759 e la fine del 1761, a intensificare una politica anti prussiana. Dal punto di vista russo, Elisabetta era colei che poneva la propria attenzione al bene della Russia e la sua determinazione contava sopra ogni cosa. Ella si prodigò per assicurare il confine russo, ritenendo che l'unica maniera per fermare il Re di Prussia fosse quella di promulgare il disarmo per lo stato prussiano di modo che divenisse innocuo per i propri vicini e soprattutto auspicava una riduzione al titolo di Principe elettore.

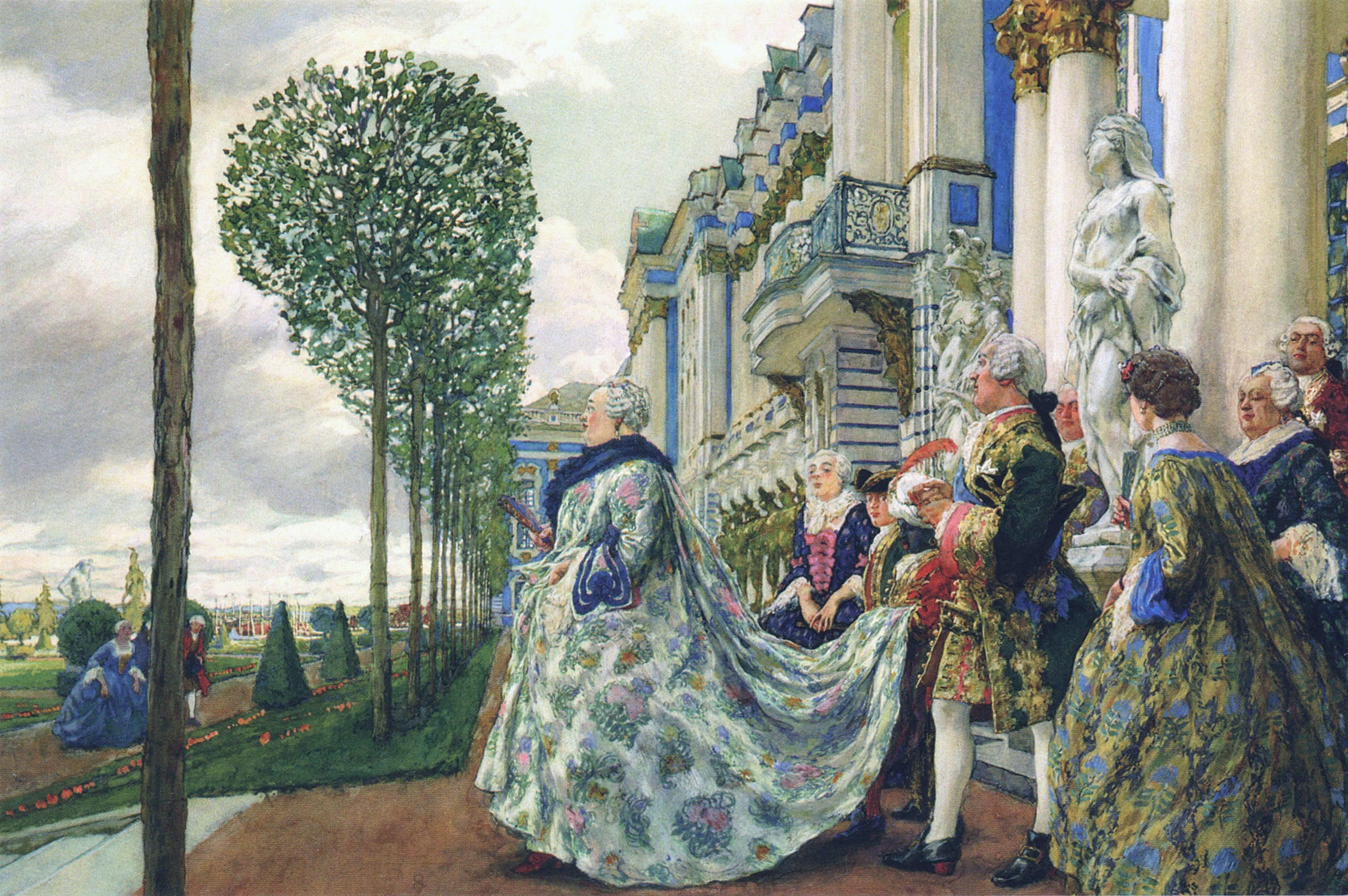
Elizaveta Petrovna a Tsarskoe Selo (1905), in un dipinto di Eugene Lanceray, ora nella Galleria Tret'jakov.

Federico stesso era consapevole di questo rischio e delle problematiche che questa guerra aveva apportato alla situazione internazionale ed a quella del suo paese. Il 21 maggio 1760 venne confermata una nuova convenzione tra Russia ed Austria, di cui una clausola segreta, che non venne mai comunicata alla corte di Versailles, garantiva la Prussia dell'Est alla Russia, come indennità per le spese di guerra. Il fallimento della campagna del 1760, dovuta all'inettitudine del Conte Buturlin, indusse la corte di Versailles, la sera del 22 gennaio 1761, a presentare a San Pietroburgo un dispaccio secondo il quale il Re di Francia desiderava assolutamente la pace, anche per assicurare la situazione europea. La replica della Zarina venne fatta pervenire il 12 febbraio da due ambasciatori. Elisabetta non intendeva cedere ad alcun trattato di pace sin quando l'iniziale progetto della lega anti prussiana non fosse stato completato.
Simultaneamente, Elisabetta inviò a Luigi XV una lettera confidenziale nella quale ella si proponeva di firmare un nuovo trattato di alleanza di natura più comprensiva ed esplicita dei precedenti trattati stipulati dalle due potenze, senza mettere l'Austria a conoscenza di tutto questo. Il progetto segreto di Elisabetta era quello di riappacificare Francia e Gran Bretagna e quindi, con il loro appoggio, riversare il proprio esercito in Prussia. Questo progetto si basava sulla volontà di Luigi XV di frenare l'influenza russa sull'Europa dell'est, ma allo stesso tempo lo accompagnava il terrore di una guerra contro l'Impero di Russia. Egli concluse quindi un concordato a Parigi con i propri alleati per un concordato di pace, mentre proseguiva la guerra contro la Prussia.
La campagna del 1761 fu inutile quanto quella del 1760. Federico resisteva strenuamente con tutte le proprie forze e la conquista della fortezza di Kolberg (Kołobrzeg), il giorno di Natale del 1761, dal Generale Rumjancev, fu il solo successo russo. Federico, comunque, si trovava ora agli sgoccioli. Il miracolo che salvò il Brandeburgo da una sicura rovina fu la morte dell'Imperatrice russa il 5 gennaio 1762.

### Successione
Alla morte dell'imperatrice, il trono passò all'unico erede possibile, ovvero il figlio di sua sorella Anna, che salì al trono come Pietro III. Il regno di Pietro si rivelò un fallimento: di carattere nevrotico e instabile, si alienò l'intera corte e il governo mostrando continuamente disprezzo per tutto ciò che era russo a favore della Prussia, patria paterna e modello a cui cercò di adeguare il suo nuovo paese. Per questo motivo, poco più di sei mesi dopo la sua ascensione venne deposto da un colpo di Stato e sostituito con sua moglie Caterina II, che passò alla storia come "la Grande" (essendo Paolo, il figlio di Caterina e, ufficialmente, Pietro, ancora un bambino). Pietro morì una settimana dopo in circostanze altamente sospette.

## Presunta discendenza: le due principesse Tarakanova
L’interrogativo su una possibile discendenza di Elisabetta e Razumovskij non è mai stato risolto dagli storici. Di particolare interesse le figure di Augusta e di Elisabetta, note entrambi come principesse Tarakanova, dal russo таракан, tarakan, scarafaggio, che fu loro attribuito dal diplomatico francese Jean-Henri Castera nella sua biografia di Caterina II, forse a seguito del fraintendimento del cognome Daragan (Дараган) o Daraganov (Дарагонов), appartenente ad alcuni prossimi congiunti del Razumovskij, ma che esse non usarono mai.

### ElisabettaTarakanova
Elisabetta Alekseïevna Vladimirskaya, cioè principessa di Vladimir, la più nota di esse, sotto varie identità (Fraülein Franck, nel 1770, Lady Shelley o Madame de La Trémoille, nel 1771, principessa di Vladimir, nel 1772, e Alina, principessa d'Azov, nel 1773), nel 1774 si proclamò erede legittima al trono dei Romanov usurpato - a suo dire - da Caterina II, assumendo il nome di Sua Altezza Imperiale Elisabetta II di Tutte le Russie.

### AugustaTarakanova
Augusta Matveevna (o Timofeevna; il patronimico è incerto e considerato fittizio), ebbe invece una vita molto meno movimentata essendo stata costretta a prendere il velo con il nome di suor Dosifea nel convento di San Giovanni Battista di Mosca. Morì nel 1810 e fu seppellita nella cripta dei Romanov.
Spesso le due donne sono confuse in un'unica figura, tanto che, parallelamente alla leggenda dell'annegamento di Elisabetta nella fortezza dei Santi Pietro e Paolo, ne sorse un'altra che sosteneva che non fosse morta in prigione ma che, dopo un periodo di detenzione e la simulazione del decesso, fosse stata monacata a forza col nome di suor Dosifea.

## Elisabetta al cinema

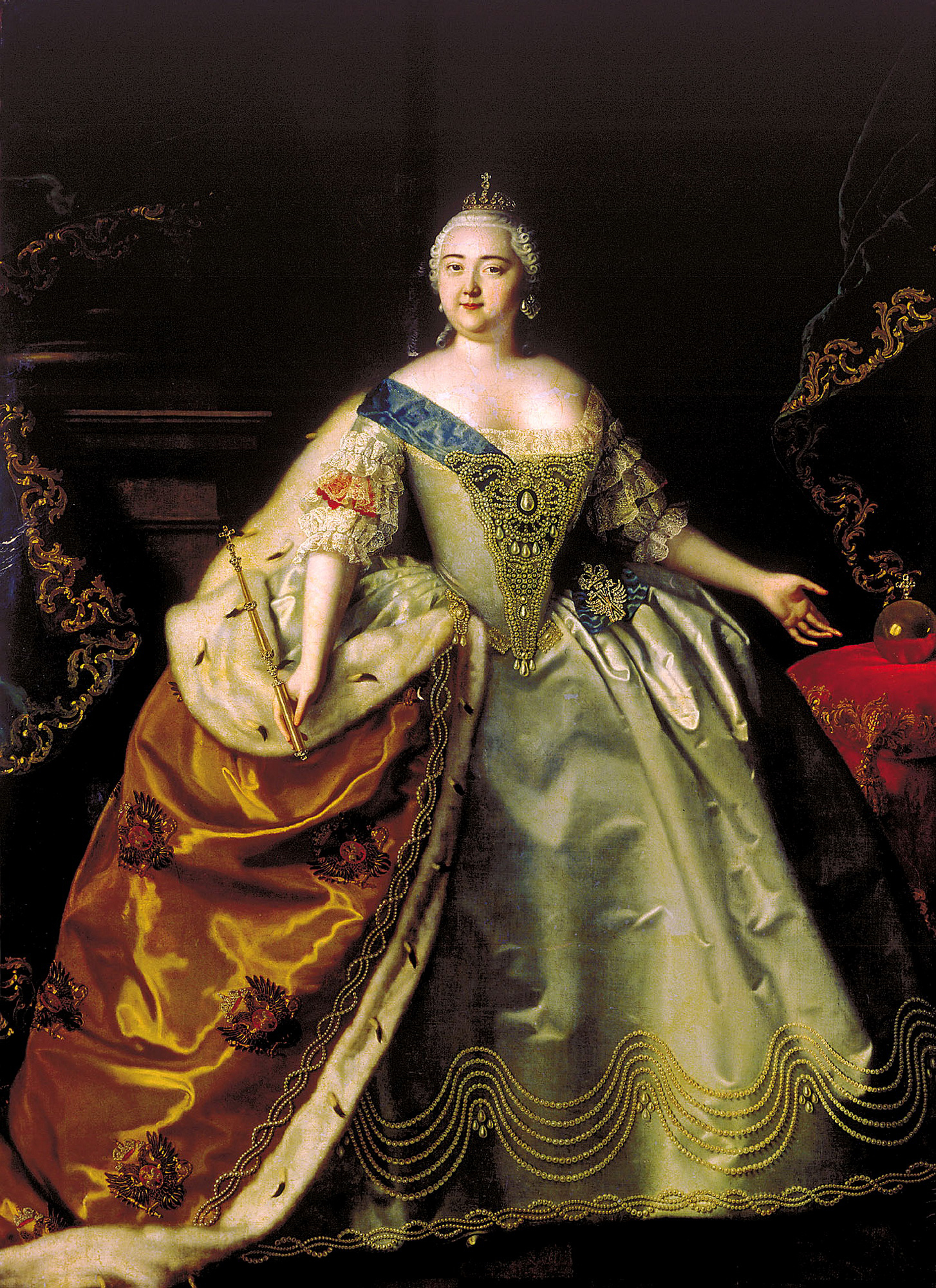
Elisabetta di Russia

| Anno | Film                                                 | Attrice                   | Note         |
| ---- | ---------------------------------------------------- | ------------------------- | ------------ |
| 1934 | La grande Caterina (The Rise of Catherine the Great) | Flora Robson              |              |
| 1934 | L'imperatrice Caterina (The Scarlet Empress)         | Louise Dresser            |              |
| 1963 | Caterina di Russia                                   | Tina Lattanzi             |              |
| 1991 | E Caterina... regnò (Young Catherine)                | Vanessa Redgrave          | Miniserie TV |
| 1996 | Caterina di Russia (Catherine the Great)             | Jeanne Moreau             | Film TV      |
| 2005 | Catherine the Great                                  | Diana-Florentina Dumbrava | Film TV      |
| 2015 | Velikaja                                             | Natalia Surkova           | Serie TV     |

## Ascendenza
|                               |   |                                | Genitori                        |  |  | Nonni |  |  | Bisnonni          |  |  | Trisnonni             |  |
|                               |   |                                |                                 |  |  |       |  |  | Michele di Russia |  |  | Fëdor Nikitič Romanov |  |
|                               |   |                                |                                 |  |  |       |  |  | Michele di Russia |  |  | Fëdor Nikitič Romanov |  |
|                               |   | Ksenija Ivanovna Šestova       |                                 |  |  |       |  |  | Michele di Russia |  |  |                       |  |
| Alessio I di Russia           |   |                                |                                 |  |  |       |  |  | Michele di Russia |  |  |                       |  |
|                               |   | Evdokija Luk'janovna Strešnëva | Luk'jan Stepanovič Strešnëv     |  |  |       |  |  |                   |  |  |                       |  |
|                               |   | Evdokija Luk'janovna Strešnëva | Luk'jan Stepanovič Strešnëv     |  |  |       |  |  |                   |  |  |                       |  |
|                               |   | Evdokija Luk'janovna Strešnëva | Anna Konstantinovna Volkonskaja |  |  |       |  |  |                   |  |  |                       |  |
| Pietro I di Russia            |   | Evdokija Luk'janovna Strešnëva |                                 |  |  |       |  |  |                   |  |  |                       |  |
|                               |   | Kirill Poluektovič Naryškin    | Polouektov Ivanovič Naryškin    |  |  |       |  |  |                   |  |  |                       |  |
|                               |   | Kirill Poluektovič Naryškin    | Polouektov Ivanovič Naryškin    |  |  |       |  |  |                   |  |  |                       |  |
|                               |   | Kirill Poluektovič Naryškin    | …                               |  |  |       |  |  |                   |  |  |                       |  |
| Natal'ja Kirillovna Naryškina |   | Kirill Poluektovič Naryškin    |                                 |  |  |       |  |  |                   |  |  |                       |  |
|                               |   | Anna Leont'evna Leont'eva      | Leontij Dmitr'evič Leont'ev     |  |  |       |  |  |                   |  |  |                       |  |
|                               |   | Anna Leont'evna Leont'eva      | Leontij Dmitr'evič Leont'ev     |  |  |       |  |  |                   |  |  |                       |  |
|                               |   | Anna Leont'evna Leont'eva      | Praskòv'ja Ivanovna Leont'ev    |  |  |       |  |  |                   |  |  |                       |  |
| Elisabetta di Russia          |   | Anna Leont'evna Leont'eva      |                                 |  |  |       |  |  |                   |  |  |                       |  |
|                               | … | …                              |                                 |  |  |       |  |  |                   |  |  |                       |  |
|                               | … | …                              |                                 |  |  |       |  |  |                   |  |  |                       |  |
|                               | … | …                              |                                 |  |  |       |  |  |                   |  |  |                       |  |
| Samuel Skowroński             | … |                                |                                 |  |  |       |  |  |                   |  |  |                       |  |
|                               |   | …                              | …                               |  |  |       |  |  |                   |  |  |                       |  |
|                               |   | …                              | …                               |  |  |       |  |  |                   |  |  |                       |  |
|                               |   | …                              | …                               |  |  |       |  |  |                   |  |  |                       |  |
| Caterina I di Russia          |   | …                              |                                 |  |  |       |  |  |                   |  |  |                       |  |
|                               |   | …                              | …                               |  |  |       |  |  |                   |  |  |                       |  |
|                               |   | …                              | …                               |  |  |       |  |  |                   |  |  |                       |  |
|                               |   | …                              | …                               |  |  |       |  |  |                   |  |  |                       |  |
| Elisabeth Moritz              |   | …                              |                                 |  |  |       |  |  |                   |  |  |                       |  |
|                               |   | …                              | …                               |  |  |       |  |  |                   |  |  |                       |  |
|                               |   | …                              | …                               |  |  |       |  |  |                   |  |  |                       |  |
|                               |   | …                              | …                               |  |  |       |  |  |                   |  |  |                       |  |
|                               |   | …                              |                                 |  |  |       |  |  |                   |  |  |                       |  |